# Яма (общественное пространство)

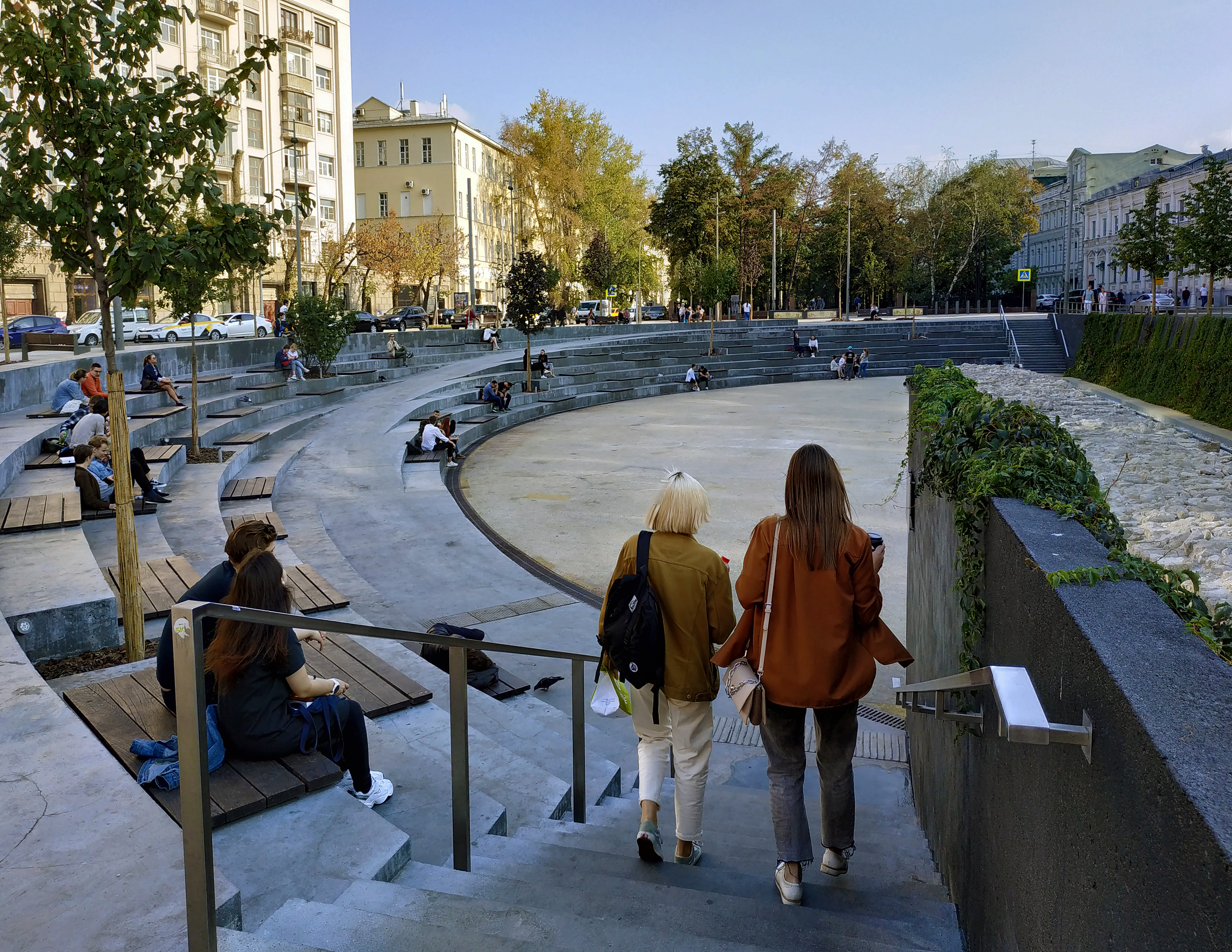
«Яма» на Хохловской площади

«Яма» — народный топоним Москвы для обозначения общественного пространства, обнесённого амфитеатром, первоначально на  Хохловской площади. Впоследствии «ямами» стали называть некоторые другие похожие общественные пространства.

## История появления
В 2016 году по программе «Моя улица» была разработана концепция благоустройства Хохловской площади в Басманном районе Москвы.
Амфитеатр на Хохловской площади открылся в 2017 году в рамках кураторской программы «Моя улица» от КБ «Стрелка». Его построили вокруг фрагмента Белогородской стены — единственной сохранившейся в Москве части оборонительного сооружения XVI века. В XVIII веке её снесли, а на её месте заложили Бульварное кольцо. В начале 2000-х на месте площади планировали сделать автостоянку, но в 2007 году при раскопках обнаружили фундамент стены Белого города. Строительство заморозили до выяснения всех обстоятельств, и в раскопанном виде площадь простояла вплоть до 2016 года, когда на портале «Активный гражданин» началось голосование о её будущем. 66% участников опроса высказались за музеефикацию пространства.
В 2018 году проект благоустройства Хохловской площади был назван лучшим проектом городского дизайна и получил награду MUF Community Awards, которая выдается в рамках Московского урбанистического форума.

## Описание пространства
Хохловская площадь разделена на два яруса. Верхний ярус находится на одном уровне с Покровским бульваром — там обустроена прогулочная зона, скамейки и место для веранд соседствующих кафе. Нижний ярус сделан на месте вырытого строительного котлована. В его центре, на возвышении, расположена площадка с участком древней стены Белого города. Это пространство может использоваться как сцена для проведения различных мероприятий (например, лекций, выступлений и концертов) под открытым небом. В вечерние часы памятник освещают софиты, предусмотрена и светодиодная подсветка. Чтобы конструкция нижнего яруса была крепкой, позади площадки возвели опорную стену из пигментированного бетона, напоминающего натуральный камень. Поверхность стены украсили виноградными лозами. Именно на таком природном фоне все видят исторический участок стены Белого города.
Расстояние между верхним и нижним ярусами составляет почти три метра. Чтобы сделать комфортным переход от прогулочной части площади к историческому памятнику, полукругом выстроили ступени амфитеатра для спуска к стене Белого города. Они покрыты деревянным настилом, поэтому здесь можно сидеть и любоваться видом. А в летнюю жару укрыться от солнца помогают деревья: сосны, клёны и липы высадили между ступенями амфитеатра. Они не загораживают обзор, но при этом создадют комфортную тень для тех, кто решил отдохнуть.

## Популярность среди молодёжи
С момента появления открытого общественного пространства в центре Москвы «Яма» стала местом скопления молодёжи, где каждый день сотни людей проводили свободное время, ели пиццу и фаст-фуд и свободно распивали лёгкие спиртные напитки, что в России является административным правонарушением.

## Конфликты летом 2019 года
С самого начала массовой популярности среди молодёжи «Яма» получала много критики от местных жителей, которым не нравилось огромное скопление людей, звон бутылок и постоянный шум.
Однако никаких серьёзных действий против молодёжи не предпринималось до лета 2019 года.
В июне 2019 года «Яма» стала эпицентром конфликта между постоянными посетителями этого пространства и активистами движения «Лев Против». Активисты движения, обратив внимание на жалобы местных жителей, начали регулярно приезжать к амфитеатру и просить прекратить нарушение закона, а в случае отказа — отбирать алкоголь у нарушителей или сообщать о нарушении сотрудникам полиции. Также визиты «Лев против» зачастую сопровождались визитами полиции и ОМОНа — что приводило к многочисленным задержаниям отдыхавших в «Яме» нарушителей закона.
Также после нескольких подобных рейдов активистов, власти закрыли на некоторое время «Яму», огородив её забором и начав там делать ремонт.

## Критика
Произошедшее вызвало бурное обсуждение в социальных сетях, в профессиональных сообществах и среди местных жителей. О конфликтах в «Яме» высказывались известные урбанисты и социологи:
«Я понимаю, что с одной стороны, у нас есть законодательство, которое запрещает распитие алкогольных напитков в общественном месте. И я понимаю такие законы. Но чем отличаются столики летнего кафе, которые стоят в пяти метрах от «Ямы» и там все пьют, и амфитеатр? Полиции нужно следить за порядком, и задерживать только буйных», — Илья Варламов.
«Что имеют в виду, когда термин „маргинализация” применяют к общественным пространствам? Что есть какое-то „хорошее место”, и в него всегда ходили „хорошие люди”. И считали его своим. А потом это место облюбовали какие-то „неправильные люди”. И вот теперь мы горестно взываем к помощи властей, чтобы те не дали „неправильным людям” осквернить наше „правильное место”», — Виктор Вахштайн, социолог. 
«Хохловская площадь изначально задумывалась как музей под открытым небом — это распространённое явление среди общественных пространств. Спустя время городское сообщество пришло к тому, что на площади не должно происходить ничего, в этом и есть её ценность. Впервые за долгие годы было принято решение не насыщать площадь активностями и смыслами, а посмотреть, что там вырастет само. Сейчас «Яма» не требует дополнительных объектов для того, чтобы работать как общественное пространство», — Дарья Парамонова, генеральный директор проектного подразделения КБ «Стрелка».
«Власть нарушает очень серьёзный общественный договор, разгоняя посетителей «Ямы». ОМОН вытесняет пьющих людей обратно на Чистые пруды, где употребление алкоголя более подпольное. Разумеется, пить меньше здесь вряд ли станут. Никакому ОМОНу не справиться с объективными пространственными процессами в городе. Чтобы побороть общественную конвенцию этой территории Москвы, нужна реновация похлеще», — Пётр Иванов, социолог города.

## Влияние — «Яма» как топоним
После того, как медиа подхватили название «Яма» для обозначения общественного пространства на Хохловской площади, публика принялась называть так же многие амфитеатры. В частности — новое общественное пространство около Политехнического музея стали также называть «Яма» или «Яма 2.0».